# Philharmostes spelaeus
Philharmostes spelaeus är en skalbaggsart som beskrevs av Renaud Maurice Adrien Paulian 1979. Philharmostes spelaeus ingår i släktet Philharmostes och familjen Hybosoridae. Inga underarter finns listade i Catalogue of Life.